# Euchilia externecostata
Euchilia externecostata är en skalbaggsart som beskrevs av Leon Fairmaire 1904. Euchilia externecostata ingår i släktet Euchilia och familjen Cetoniidae. Inga underarter finns listade i Catalogue of Life.